# Каваи, Хаяо
Хаяо Каваи (яп. 河合 隼雄 Каваи Хаяо,  23 июня 1928 года — 19 июля 2007 года) — японский психолог и психиатр. Считается ведущим японским авторитетом в области аналитической психологии, а также родоначальником японского юнгианства вообще. Также первым в Японии стал применять предложенную швейцарским психоаналитиком Дорой Калфф концепцию песочной терапии. Автор около ста книг. Многие работы, зачастую представленные в форме бесед, посвящены японскому буддизму (см. сборники диалогов с буддологом Синъити Накадзавой «Люблю буддизм» и «Сон Будды»; интерпретация дневника снов монаха Мёэ «Жизнь и сны Мёэ» и др.), а также японскому языку и психологии художественного творчества (созданная в соавторстве с Кэндзабуро Оэ и Сюнтаро Таникавой «Японский язык и душа японцев» и многочисленные сборники бесед с современными японскими литераторами). Переводился на английский и немецкий языки.

## Знакомство с юнгианским психоанализом
Закончив в 1952 году математический факультет Университета Киото, Каваи поступил в магистратуру, занятия в которой в течение трёх лет совмещал с преподаванием математики в старшей школе. Во время обучения в магистратуре начал изучать психологию. Определённую известность получил, проведя Тест Роршаха (было опрошено около тысячи респондентов). Изучая основополагающую для теста монографию Бруно Клопфера «Методика Роршаха», почувствовав сомнения в обоснованности изложенных в ней выводов, напрямую связался с Клопфером, написав тому письмо, что положило начало их знакомству. Получил в 1959 году стипендию Фулбрайта, Каваи отправился в Калифорнийский университет в Лос-Анджелесе, где работал под научным руководством Клопфера и Шпигельмана. Опыт поражения Японии во Второй мировой войне, который Каваи пережил лично, стимулировал его интерес к традиции западного рационального мышления. Однако произошедшее в США непосредственное знакомство с ней (на уровне типа мышления и общественного устройства), заставило его-японца серьёзно задуматься над собственной идентичностью. Благодаря возникшим во время исследования методики Роршаха между Каваи и Клопфером доверительным отношениям, заручившись полной поддержкой последнего, удалось продлить срок пребывания в США, в результате чего он и его научный руководитель осуществили совместную работу, применив тест Роршаха для исследования психологии американских индейцев. По протекции Клопфера, имевшего самые тесные связи с европейскими академическими кругами, Каваи, приняв решение вместо получения научной степени в США продолжать исследование именно там, где методика Роршаха и была создана, отправился в 1962 году в Цюрих.
В результате, проработав до 1965 года в Цюрихе в Институте Юнга (научный руководитель — Карл Альфред Мейер), Хаяо Каваи стал первым японцем, познакомившимся с юнгианским психоанализом. После возвращения в Японию, он с 1972 по 1992 год проработал преподавателем на педагогическом факультете Университета Киото. После увольнения из университета также работал в Принстонском университете, куда приглашался для чтения лекционных курсов, а также возглавлял «Международный исследовательский центр японской культуры» в Киото.

## Японская культура: в поисках аутентичного метода
Столкнувшись с тем, что разработанные на Западе подходы не могут быть адекватно применены в Японии, Каваи начал работу над поиском учитывающего японскую специфику подхода к психотерапии. По рекомендации Нобукадзу Оцуки, сотрудника и впоследствии президента издательства «Иванами», много сделавшего для распространения его идей, Каваи на основе материала, наработанного в поисках разрешения этого вопроса, написал монографию «Комплексы». За ней последовал ещё ряд работ, творчески и нестандартно рассматривающих специфически японские темы и глубинную психологию японцев. В 1980 году при посредничестве всё того же Оцуки, Каваи стал членом киотоского научного общества, где познакомился с крупнейшими японскими интеллектуалами, философом Юдзиро Накамурой и антропологом Масао Ямагути.
Также Каваи ввёл в японскую клиническую практику концепцию песочной терапии (Sandspiel Therapie), получившую впоследствии широкое распространение в Японии. Песочная терапия, по мнению Каваи, стала адекватным средством для лечения японцев, придающих особое значение невербальному самовыражению. Также по его инициативе в 1985 году было создано Японское научное общество по вопросам песочной терапии.